# Friedrich-Wilhelm Goldenbogen
Friedrich-Wilhelm Goldenbogen (* 13. März 1914 in Demmin (Pommern); † 20. April 1982 in Gummersbach-Lantenbach) war ein deutscher Politiker der CDU.
Der promovierte Verwaltungsjurist kam mit dem Kriegsende ins Bergische Land, als er 1945 in Radevormwald aus der Wehrmacht entlassen wurde. Seine erste Anstellung bei der Kreisverwaltung Oberberg war als Mitarbeiter des Landrates August Dresbach. Der von den britischen Besatzungsmächten eingesetzte Kreistag bestimmte Goldenbogen am 27. Februar 1946 zum Oberkreisdirektor, der erste gewählte Kreistag nach dem Kriege November 1946 bestätigte diese Wahl. 1950 trat er in die CDU Oberberg ein. Er wirkte maßgeblich am Wiederaufbau des Kreises mit. Während seiner Amtszeit wurde die OVAG gegründet, die Kreisberufsschule in Gummersbach und Waldbröl und das Kreiskrankenhaus in Gummersbach. Ebenso gehörte er der Landschaftsversammlung des Landschaftsverbandes Rheinland seit 1953 an.
Er war 33 Jahre in diesem Amt tätig, bis zu seinem Ruhestand am 23. März 1979. Er starb am 20. April 1982 in seinem Haus in Lantenbach.
Nach Goldenbogen ist eine Straße in Waldbröl benannt.